# Tueries du mont du Temple
Les tueries du mont du Temple, également appelées massacre d'al-Aqsa ou lundi noir, ont lieu dans l'enceinte de la mosquée al-Aqsa au mont du Temple à Jérusalem-Est, le 8 octobre 1990 à 10 h 30, juste avant la prière de Salat Dhuhr, au cours de la troisième année de la première intifada. Des fidèles du Mont du Temple (en), un mouvement juif orthodoxe extrémiste, décident de poser la pierre angulaire d'un troisième temple juif sur le mont du Temple, déclenchant des émeutes de masse. Au cours des affrontements qui ont suivi, 17 Palestiniens sont tués, plus de 150 Palestiniens sont blessés par les forces de sécurité israéliennes et plus de 20 civils et policiers israéliens sont blessés par des Palestiniens. La résolution 672 du Conseil de sécurité des Nations unies « condamne en particulier les actes de violence commis par les forces de sécurité israéliennes » et la résolution 673 du Conseil de sécurité des Nations unies demande instamment à Israël de reconsidérer son refus d'autoriser le Secrétaire général des Nations Unies, Javier Pérez de Cuéllar, à mener une enquête. La résolution 681, prise après avoir reçu le rapport du Secrétaire général Javier Pérez de Cuéllar exprime la préoccupation du conseil quant au rejet par Israël des résolutions 672 (1990) et 673 (1990).